# Fagurhólsmýri
Fagurhólsmýri est une localité islandaise de la municipalité de Hornafjörður située sur une péninsule à l'est de l'île, dans la région de l'Austurland.